# Виллальба
Виллальба (итал. Villalba) — коммуна в Италии, располагается в регионе Сицилия, подчиняется административному центру Кальтаниссетта.
Население составляет 1915 человек, плотность населения составляет 47 чел./км². Занимает площадь 41 км². Почтовый индекс — 93010. Телефонный код — 0934.
Покровителем коммуны почитается святой Иосиф Обручник, празднование в первое воскресение после Феррагосто.